# Karl-Friedrich Fischbach

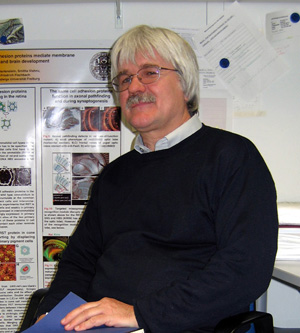
Karl-Friedrich Fischbach

Karl-Friedrich Fischbach (* 13. August 1948 in Siegen) ist ein deutscher Biologe und Biochemiker. Er war von 1985 bis 2013 Professor für Biophysik und Molekularbiologie an der Universität Freiburg.

## Leben
Karl-Friedrich Fischbach legte 1968 das Abitur ab und wurde dabei mit der Erasmus-Sarcerius-Plakette für besondere schulische und sportliche Leistungen ausgezeichnet und in die Studienstiftung des deutschen Volkes aufgenommen. Von 1968 bis 1970 studierte er Biologie in Freiburg und 1970/71 Biochemie am Imperial College London, wo er 1971 das Diploma of Membership of Imperial College (DIC) im Fach Biochemie erwarb. 1973 verfasste er – wieder in Freiburg – seine Diplomarbeit bei Hanns-Christof Spatz über die Transfektion von Bacillus subtilis, woran sich die Promotion anschloss. Fischbach wurde 1976 zum Dr. rer. nat. promoviert.
Anschließend war er von 1976 bis 1984 Assistent von Martin Heisenberg am Lehrstuhl für Genetik des Instituts für Genetik und Mikrobiologie der Universität Würzburg. Seine Habilitation erfolgte 1983 im Fach Genetik. Von 1984 bis 1985 blieb er als Heisenberg-Stipendiat in Würzburg, bis er 1985 zum Universitätsprofessor für Biophysik und Molekularbiologie am Institut für Biologie III der Albert-Ludwigs-Universität Freiburg ernannt wurde. Einen Ruf auf den Lehrstuhl für Genetik an der Universität Dresden lehnte er 1994 ab. Von 1996 bis 2001 war er Koordinator des EU-Projekts „Molecular Mechanisms for Building the Brain“. Von 2000 bis 2011 war er Vertrauensdozent der Studienstiftung des deutschen Volkes und von 2008 bis 2010 geschäftsführender Direktor des Instituts für Biologie III in Freiburg.

## Forschung
Der Forschungsschwerpunkt ist die Augen- und Gehirnentwicklung am Modellsystem von Drosophila melanogaster. Fischbach hat wesentliche Beiträge zur anatomischen Beschreibung des Drosophilagehirns geleistet, hier sind insbesondere seine Arbeiten über die Gestalten und die Klassifikation der Nervenzellen im optischen Lobus, im Antennallobus und im Zentralkomplex zu nennen. Als Assistent von Martin Heisenberg war er in Würzburg an der Isolierung struktureller Gehirnmutanten von Drosophila beteiligt.
Am Institut für Biologie III an der Albert-Ludwigs-Universität Freiburg charakterisierte Fischbach mit roughest und kin of irre (kirre) die ersten Mitglieder einer in der Evolution konservierten und inzwischen als IRM (Irre Cell Recognition module) bezeichneten Genfamilie. Das Journal of Neurogenetics widmete 2014 Fischbach anlässlich seiner Pensionierung eine Sonderausgabe.

## Außeruniversitäre Aktivitäten
Fischbach war Gründungsmitglied und von 2005 bis 2009 als Nachfolger seiner Frau Margit Fischbach Vorsitzender des gemeinnützigen Vereins Zentrale für Unterrichtsmedien im Internet. Beide gründeten auch bereits 1998 das soziale Netzwerk Seniorentreff im Internet.
Fischbach organisierte von 2016 bis 2018 den bundesweiten Schülerwettbewerb der Zentrale für Unterrichtsmedien im Internet „Erinnerung sichtbar machen. 80 Jahre Reichspogromnacht 2018“.

## Auszeichnung
Am 20. Januar 2023 wurden Karl-Friedrich Fischbach und seine Frau Margit Fischbach mit der Staufermedaille ausgezeichnet und als „Pioniere der digitalen Bildung“ gewürdigt. In der Laudatio hieß es, das Ehepaar habe „früher als andere erkannt, dass gerade das Internet vielfältige Möglichkeiten bietet, die Bildungslandschaft in Deutschland zu bereichern“.

## Veröffentlichungen
- Funktionelle Differenzierung und Wechselwirkungen der Rezeptorsysteme im Komplexauge von Drosophila melanogaster. Freiburg 1976
- Vollständige Übersicht über die Publikationen